# Caracal (miasto)
Caracal – miasto w południowej Rumunii, w okręgu Aluta, na Nizinie Wołoskiej. Liczy około 38 tys. mieszkańców.
W mieście rozwinął się przemysł metalowy, spożywczy, odzieżowy, skórzany oraz drzewny.